# 西大芦村
西大芦村（にしおおあしむら）は栃木県の北西部、上都賀郡に属していた村である。

## 地理
- 河川：大芦川

## 歴史
- 1889年（明治22年）4月1日 町村制施行により、草久村、上大久保村、下大久保村が合併し上都賀郡西大芦村が成立する。
- 1954年（昭和29年）10月1日 （旧）鹿沼市、菊沢村、東大芦村、北押原村、板荷村、加蘇村、北犬飼村と合併し鹿沼市となる。